# 저마그네슘혈증
저마그네슘혈증(低-血症, hypomagnesemia, hypomagnesaemia)은 혈중 마그네슘 농도가 낮은 전해질 이상이다. 정상 마그네슘 농도는 1.7–2.2 mg/dL 사이로, 1.7 mg/dL (0.7 mmol/L) 보다 낮으면 저마그네슘혈증으로 정의한다.

## 증상
마그네슘 결핍은 피곤함, 전반적인 약화, 근경련, 부정맥, 미진, 저림, 심계항진, 저칼륨혈증, 부갑상선 기능 저하증을 동반한 신경계통의 과민성 증가를 유발할 수 있으며, 그 결과 저칼슘혈증, 연골석회화증, 경직, 테타니, 발작, 기저핵 석회화, 또 극심하고 장기적인 경우 혼수상태, 지적 장애, 사망으로 이어질 수 있다. 저마그네슘혈증과 관련되는 것으로 제안되고 있는 그 밖의 증상들로는 아테토시스, 저킹(jerking), 안구진탕증, 신근족저반사, 혼란, 방향감각상실, 환각, 우울증, 고혈압, 빠른맥이 있다.

## 병인
마그네슘 결핍은 입원 환자들에게 흔하다. 고마그네슘혈증(마그네슘의 수준이 높은 증상)은 거의 대부분 의료에 의해 발생한다. 병원에 입원한 모든 환자들 가운데 최대 12%, 그리고 집중치료실(ICU) 환자들의 60~65% 정도가 저마그네슘혈증을 앓고 있다.
혈중 마그네슘 농도가 낮다는 것은 식사에 마그네슘이 충분치 않거나 창자가 충분한 마그네슘을 흡수하지 못한다거나 콩팥이 너무 많은 마그네슘을 분비하고 있다는 것을 뜻한다. 결핍은 다음의 조건 때문에 발생할 수 있다:

### 약물
- 알코올 중독. 저마그네슘혈증은 알코올 남용자의 30%, 진전섬망 입원환자의 85%에서 영양실조와 만성 설사에 의해 발생한다. 알코올은 콩팥의 마그네슘 분비를 자극하는데 간질환으로부터 기인하는 알콜 및 당뇨병케톤산증, 저인산염혈증, 고알도스테론증으로 인해서도 그 정도가 증가할 수 있다. 또, 저마그네슘혈증은 티아민 결핍과 관련되는데, 이는 마그네슘이 티아민을 티아민 피로인산으로 변환하는데 필수적이기 때문이다.

### 투약
- 고리 및 티아지드 이뇨제 사용 (저마그네슘혈증의 가장 흔한 병인)[5]
- 항생제(즉, 아미노글리코사이드, 암포테리신 B, 펜타미딘, 겐타마이신, 토브라마이신, 비오마이신)는 헨레 고리에서의 흡수를 차단한다. 이 항생제를 복용하는 환자들 가운데 30%가 저마그네슘혈증 환자이다.
- 오메프라졸과 같은 양성자펌프억제제의 장기간 사용[6][7]
- 기타 약물
  - 디기탈리스
  - 아드레날린 작용성 약물
  - 시스플라틴 - 콩팥에서의 분비 자극
  - 사이클로스포린 - 콩팥에서의 분비 자극
  - 마이코페놀레이트 모페틸

### 유전적 병인
- 지틀만 유사 질병
- 과칼슘뇨증 저마그네슘 증후군
- 미토콘드리아병
- 기타 (TRPM6, CNNM2, EGF, EGFR, KCNA1, FAM111A)

### 대사 이상
- 셀레늄 부족[8], 비타민 D 부족, 햇빛 노출 부족, 비타민 B6 부족

### 기타
- 급성 심근 경색
- 흡수 불량
- 급성췌장염
- 플루오린화물 중독
- 대량 수혈(MT)은 출혈성 쇼크의 구명 치료의 하나이지만 상당한 합병증과 연계될 수 있다.[9]

## 치료
저마그네슘혈증의 치료는 결핍 정도와 임상적 영향에 따라 다르다. 경미한 증상의 환자에게는 구강 보충제를 복용하는 것이 적절하며, 극심한 임상적 영향을 겪는 환자에게는 정맥 주사가 권장된다.

## 같이 보기
- 고마그네슘혈증